# Morinaga (entreprise)
Pour les articles homonymes, voir Morinaga.
Morinaga est une entreprise japonaise agroalimentaire, basée à Tokyo et fondée le 15 août 1899 par Taichiro Morinaga.
Ses spécialités sont la confiserie et les biscuits, les desserts, les aides culinaires et les produits de nutrition.
Elle est notamment le créateur des Chocoball.